# Ostre infekcyjne zapalenie tarczycy
Ostre infekcyjne zapalenie tarczycy (ang. acute infectious thyroiditis) – ostra choroba zapalna gruczołu tarczowego o bakteryjnej etiologii. Najczęstszymi patogenami powodującymi zapalenie tarczycy są Streptococcus pyogenes, Streptococcus pneumoniae, Escherichia coli, Pseudomonas aeruginosa, Salmonella typhi i beztlenowce jamy ustnej.

## Epidemiologia
Ostre infekcyjne zapalenie tarczycy występuje stosunkowo rzadko, zazwyczaj u dzieci i młodych dorosłych.

## Objawy i przebieg
Choroba objawia się silnym bólem w przedniej części szyi, dysfagią, gorączką. Skóra nad tarczycą jest ucieplona i zaczerwieniona. Stwierdza się miejscową limfadenopatię.

### Wyniki badań dodatkowych
Podwyższone są parametry stanu zapalnego; OB, CRP, występuje leukocytoza. Poziom hormonów tarczycy jest prawidłowy.

## Rozpoznanie

### Rozpoznanie różnicowe
- ostre nieinfekcyjne zapalenie tarczycy
- podostre zapalenie tarczycy

## Leczenie
Postępowaniem z wyboru jest biopsja aspiracyjna cienkoigłowa tarczycy i posiew materiału. Do czasu uzyskania wyniku posiewu wdraża się antybiotykoterapię obejmująca możliwie najszersze spektrum patogenów.